# Colostygia altaicata
Colostygia altaicata là một loài bướm đêm trong họ Geometridae.